# Tabliczki z Gradesznicy
Tabliczki z Gradesznicy (bułg. Плочката от Градешница) – tabliczki gliniane odkryte w Gradesznicy w Bułgarii.
Datowane na V tysiąclecie p.n.e., łączone z kulturą Vinča. Na temat zawartości tabliczek zdania są podzielone wśród naukowców. Zdaniem niektórych (jak np. dr. Stephena Guide’a) widać na nich początki pisma o kilkaset lat wyprzedzające pismo z terenu Mezopotamii, wówczas byłoby to najstarsze pismo świata, jednak m.in. Steven Roger Fischer mocno deprecjonuje informacje o ich odczytaniu (poprzez analogię do później powstałych hieroglifów), podając że aktualna (2003) opinia jest taka, że tabliczki te mogą przedstawiać np. jedynie impresje artystyczne, bez bezpośredniego semantycznego odniesienia, czy sformalizowanej semantycznej funkcji.